# Plouescat
Plouescat (bretonsko Ploueskad) je letoviško naselje in občina v severozahodnem francoskem departmaju Finistère regije Bretanje. Naselje je leta 2008 imelo 3.736 prebivalcev.

## Geografija
Kraj leži v pokrajini Pays du Léon ob zalivu Kernic, 43 km severovzhodno od Bresta.

## Uprava
Plouescat je sedež istoimenskega kantona, v katerega so poleg njegove vključene še občine Lanhouarneau / Lanhouarne, Plougar / Gwikar, Plounévez-Lochrist / Gwinevez in Tréflez / Trelez z 8.286 prebivalci.
Kanton Plouescat je sestavni del okrožja Morlaix.

## Zanimivosti
- tržnica iz zgodnjega 15. stoletja, francoski zgodovinski spomenik,
- neogotska cerkev,
- menhir Cam Louis,
- ostanek rimskih term Gorré Bloué.

## Pobratena mesta
- Braunton (Anglija, Združeno kraljestvo),
- Viuz-en-Sallaz (Haute-Savoie, Rona-Alpe),
- Wanfried (Hessen, Nemčija).